# Tushangang
Tushangang (kinesiska: 土山岗, 土山岗乡) är en socken i Kina. Den ligger i provinsen Henan, i den centrala delen av landet, omkring 88 kilometer öster om provinshuvudstaden Zhengzhou.
Genomsnittlig årsnederbörd är 702 millimeter. Den regnigaste månaden är juli, med i genomsnitt 190 mm nederbörd, och den torraste är januari, med 5 mm nederbörd.